# Eremiascincus emigrans
Eremiascincus emigrans — вид сцинкоподібних ящірок родини сцинкових (Scincidae). Ендемік Індонезії.

## Підвиди
Виділяють три підвиди:
- Eremiascincus emigrans emigrans (Lidth de Jeude, 1895) — острови Сумба і Комодо;
- Eremiascincus emigrans wetariensis (Mertens, 1928) — острів Ветар.

## Поширення і екологія
Eremiascincus emigrans мешкають на островах Сумба і Комодо в архіпелазі Малих Зондських островів та на острові Ветар в архіпелазі Молуккських островів. Вони живуть в сухих і вологих рівнинних тропічних лісах. Ведуть як наземний, так і деревний спосіб життя.